# Hedwig Conrad-Martius
Hedwig Conrad-Martius (Berlín, 27 de febrero de 1888 – Starnberg, 15 de febrero de 1966) fue una filósofa alemana, parte del movimiento fenomenógico, y mística cristiana.

## Vida
Hedwig Martius fue una de las primeras mujeres en Alemania en realizar estudios universitarios. Inicialmente estudió Literatura e Historia en Rostock y Friburgo. Después, a partir de 1909/1910, filosofía en Múnich con Moritz Geiger. En el semestre de invierno de 1911/1912 se trasladó a la universidad de Gotinga, donde entró a formar parte del grupo de estudiantes de Edmund Husserl. Posteriormente Edith Stein y Gerda Walther seguirían su ejemplo.
Muy pronto se puso a la cabeza de la recién creada Asociación Filosófica, un círculo del que formaban parte Theodor Conrad, como fundador (con quien contraería matrimonio), Alexandre Koyré, Fritz Kaufmann, Dietrich von Hildebrand, Jean Hering, Wintrop Bell, y más tardíamente Edith Stein, sobre quien influiría en su conversión al catolicismo.
Su trabajo de investigación fue temporalmente interrumpido por una prohibición de publicar bajo el régimen nazi. Después de la Segunda Guerra Mundial, Hedwig Conrad-Martius pudo dedicarse de nuevo libremente a la filosofía. En 1949 comenzó un trabajo como docente, y en 1955 como profesora ordinaria en Múnich.

## Pensamiento

### Real-ontología
Hedwig Conrad-Martius sostenía que el desarrollo de una fenomenología trascendental idealista como la tardía de Husserl no era apta para el estudio de lo real, y desarrolló una posición que llamó "fenomenología-ontológica".
Su real-ontología fue el fundamento de sus sucesivas investigaciones sobre la filosofía natural, la cosmología, y el espacio y el tiempo. La tesis fundamental de su fenomenología ontológica es: Im Wahrnehmen der sich zeigenden Dinge (φαινόμενον - etwas, das sich zeigt - Phänomen) erkennen wir sie: en la precepción de los objetos que se manifiestan (φαινόμενον - un "algo" que se manifiesta - el fenómeno) los reconocemos (a esos mismos objetos)".

### Espacio y tiempo
Conrad-Martius desarrolla su posición en relación con la naturaleza en contacto con las ciencias naturales de su tiempo, particularmente la física, tomando en cuenta los resultados obtenidos por la teoría de la relatividad y la mecánica cuántica.

## Obras
- Die erkenntnistheoretischen Grundlagen des Positivismus, Bergzabern 1920
- Metaphysische Gespräche, Halle 1921
- Realontologie, in: Jahrbuch für Philosophie und Phänomenologische Forschung, 6 (1923), 159 - 333
- Zur Ontologie und Erscheinungslehre der realen Außenwelt. Verbunden mit einer Kritik positivistischer Theorien, in: Jahrbuch für Philosophie und phänomenologische Forschung 3 (1916)
- Die „Seele“ der Pflanze. Biologisch-ontologische Betrachtungen, Breslau 1934
- Abstammungslehre, München 1949 (Ursprünglich unter dem Titel „Ursprung und Aufbau des lebendigen Kosmos“ erschienen, Kosmos 1938)
- Der Selbstaufbau der Natur, Entelechien und Energien, Hamburg 1944
- Bios und Psyche, Hamburg 1949
- Die Zeit, München 1954
- Utopien der Menschenzüchtung. Der Sozialdarwinismus und seine Folgen, München 1955
- Das Sein, München 1957
- Der Raum, München 1958
- Étude sur la Métaphore, Paris 1958
- Die Geistseele des Menschen, München 1960
- Schriften zur Philosophie I-III, im Einverständnis mit der Verfasserin herausgeben von Eberhard Avé-Lallemant, München 1963-1965